# Key Glock
Маркейвиус ЛаШун Кэти (англ. Markeyvius LaShun Cathey; родился 3 августа 1997), более известен как Key Glock — американский рэпер. Являясь протеже Young Dolph, он подписан на его лейбл Paper Route Empire.

## Биография
Маркейвиус ЛаШун Кэти родился в Южном Мемфисе 3 августа 1997 года. Когда ему было 20 месяцев, его мать отправили в тюрьму, где она будет находиться следующие 15 лет. Отца не было, поэтому его воспитывали бабушка и тётя. По словам Кэти, он и его бабушка время от времени навещали его мать в тюрьме в молодости. В 18 лет ему были предъявлены обвинения по трём пунктам. Музыка отвлекала его от бурной жизни.
Кэти сказал, что вырос, слушая Гуччи Мейна и Лила Уэйна, выделяя Three 6 Mafia как своих главных вдохновителей. Он также является большим поклонником Project Pat, которого он описывает как «Дрейка Мемфиса».

## Карьера
Young Dolph подписал Key Glock на лейбл Paper Route Empire label в 2017 году. 25 января Glock выпустил первый сингл «Racks Today» при участии Jay Fizzle. 16 июня 2017 года рэпер выпустил дебютный микстейп Glock Season. После выпуска совместного с Young Dolph альбома Dum and Dummer он отправился в тур по Европе.
31 января Key Glock пятый микстейп Yellow Tape, который дебютировал под номером 14 в чарте Billboard 200. 22 мая 2020 года он выпустил проект Son of a Gun.
5 марта 2021 года Key Glock и Young Dolph выпустили сингл «Aspen» и анонсировали второй совместный альбом Dum and Dummer 2, который был выпущен 26 марта.

## Личная жизнь
Key Glock двоюродный брат по браку Young Dolph. 
В мае 2019 года Key Glock был арестован за хранение оружия и 20 граммов марихуаны.

## Дискография
Студийный альбом
- 2020 — Yellow Tape
- 2021 — Yellow Tape 2
- 2023 — Glockoma 2
- 2025 - Glockaveli

Совместные альбомы
- 2021 — Paper Route Illuminati (совместно с Young Dolph)